# Sphaerophoria
Sphaerophoria of langlijven is een geslacht van vliegen uit de familie van de zweefvliegen (Syrphidae). De wetenschappelijke naam van de soort is voor het eerst geldig gepubliceerd in 1828 door Le Peletier en Serville.
Deze vliegen lijken op wespen vanwege hun zwart en geel gestreepte lichaam, dat opvallend lang en slank is. De larven voeden zich met bladluizen. Volwassen vliegen vindt men op bloemen en planten; het zijn bestuivers.

## Soorten
Volgende soorten zijn in Europa gekend:
- Sphaerophoria abbreviata Zetterstedt, 1859
- Sphaerophoria bankowskae Goeldlin, 1989
- Sphaerophoria batava Goeldlin, 1974
- Sphaerophoria boreoalpina Goeldlin, 1989
- Sphaerophoria chongjini Bankowska, 1964
- Sphaerophoria estebani Goeldlin, 1991
- Sphaerophoria fatarum Goeldlin, 1989
- Sphaerophoria infuscata Goeldlin, 1974
- Sphaerophoria interrupta (Fabricius, 1805)
- Sphaerophoria laurae Goeldlin, 1989
- Sphaerophoria loewi Zetterstedt, 1843
- Sphaerophoria nigra Frey, 1945
- Sphaerophoria philantha (Meigen, 1822)
- Sphaerophoria pictipes Boheman, 1863
- Sphaerophoria potentillae Claussen, 1984
- Sphaerophoria rueppelli (Wiedemann, 1830)
- Sphaerophoria scripta (Linnaeus, 1758)
- Sphaerophoria shirchan Violovitsh, 1957
- Sphaerophoria taeniata (Meigen, 1822)
- Sphaerophoria turkmenica Bankowska, 1964
- Sphaerophoria virgata Goeldlin, 1974

- S. abbreviata Zetterstedt, 1859
- S. asymmetrica Knutson, 1973
- S. bankowskae Goeldlin, 1989
- S. batava

Zandlanglijf Goeldlin, 1974
- S. bifurcata Knutson, 1973
- S. boreoalpina Goeldlin, 1989
- S. brevipilosa Knutson, 1973
- S. cleoae Metcalf, 1917
- S. contigua Macquart, 1847
- S. cranbrookensis Curran, 1921
- S. chongjini

Oosterse langlijf Bankowska, 1964
- S. estebani Goeldlin, 1991
- S. fatarum

Kleine gevlekte langlijf Goeldlin, 1989
- S. infuscata Goeldlin, 1974
- S. interrupta

Grote gevlekte langlijf Jones, 1917
- S. laurae Goeldlin, 1989
- S. loewi

Zilte langlijf Zetterstedt, 1843
- S. longipilosa Knutson, 1973

- S. nigra Frey, 1945
- S. nigricauda Metcalf, 1913
- S. novaeangliae Johnson, 1916
- S. philantha (Meigen, 1822)
- S. philanthus

Donkere langlijf (Meigen, 1822)
- S. pictipes Boheman, 1863
- S. potentillae

Hoogveenlanglijf Claussen, 1984
- S. pyrrhina Bigot, 1884
- S. rueppelli

Kleine langlijf (Wiedemann, 1830)
- S. scripta

Grote langlijf (Linnaeus, 1758)
- S. shirchan Violovitsh, 1957
- S. sulphuripes (Thomson, 1869)
- S. taeniata

Graslanglijf (Meigen, 1822)
- S. turkmenica Bankowska, 1964
- S. virgata

Heidelanglijf Goeldlin, 1974
- S. weemsi Knutson, 1973